# Simon al III-lea de Saarbrücken
Simon al III-lea de Sarrebrück (n. cca. 1180–d. 1243) a fost conte de Saarbrücken și de Leiningen, care a participant la Cruciada a cincea, unde a acționat drept comandant în operațiunile din dreptul Damiettei în 1218.

## Familia
Simon a fost căsătorit cu Gertruda de Dagsburg, ca al treilea soț al acesteia; Gertruda a murit în 1225.
Apoi, Simon s-a recăsătorit cu Lauretta (n. 1195-?), fiică a ducelui Frederic al V-lea de Lorena, cu care a avut două fiice, Laura care i-a succedat lui Simon și s-a căsătorit cu Geoffroi al II-lea de Aspremont, iar apoi cu Theodoric I Luf of Cleves și Matilda, care a fost soția lui Simon al III-lea de Commercy.